# Філіпп Леонар
Філіпп Леонар (фр. Philippe Léonard, нар. 14 лютого 1974, Льєж) — бельгійський футболіст, що грав на позиції захисника.
Виступав, зокрема, за клуб «Монако», а також національну збірну Бельгії.
Володар Кубка Бельгії. Дворазовий чемпіон Франції. Володар Кубка французької ліги.

## Клубна кар'єра
У дорослому футболі дебютував 1992 року виступами за команду «Стандард» (Льєж), у якій провів чотири сезони, взявши участь у 125 матчах чемпіонату. 
Своєю грою за цю команду привернув увагу представників тренерського штабу клубу «Монако», до складу якого приєднався 1996 року. Відіграв за команду з Монако наступні сім сезонів своєї ігрової кар'єри.
Згодом з 2003 по 2007 рік грав у складі команд «Ніцца», «Стандард» (Льєж) та «Феєнорд».
Завершив ігрову кар'єру у команді «Рапід» (Бухарест), за яку виступав протягом 2007—2008 років.

## Виступи за збірну
У 1994 році дебютував в офіційних матчах у складі національної збірної Бельгії.
У складі збірної був учасником чемпіонату Європи 2000 року у Бельгії та Нідерландах.
Загалом протягом кар'єри в національній команді, яка тривала 13 років, провів у її формі 26 матчів.

## Титули і досягнення
- Володар Кубка Бельгії (1):

«Стандард» (Льєж): 1992-1993
- Чемпіон Франції (2):

«Монако»: 1996-1997, 1999-2000
- Володар Кубка французької ліги (1):

«Монако»: 2002-2003